# Peter Abrahams
Peter Henry Abrahams Deras (n. 19 martie 1919, Vrededorp⁠(d), Transvaal, Africa de Sud – d. 18 ianuarie 2017, Saint Andrew Parish⁠(d), Surrey County⁠(d), Jamaica) a fost un prozator sud-african, considerat clasic al negritudinii (Senghor).
Romanele sale oglindesc realitatea socială, fiind tratată în special problema rasismului.
Nu trebuie confundat cu scriitorul nord-american Peter Abrahams (autor american)⁠(en)[traduceți].

## Opera
- 1940: Un negru vorbește despre libertate ("A Black Man Speaks of Freedom"), poezii;
- 1942: Testamentul durerii ("Dark Testament"), povestiri;
- 1945: Cântecul orașului ("Song of the City");
- 1946: Micul miner ("Mine Boy"), roman;
- 1948: În calea trăsnetului ("The Path of Thunder");
- 1950: Cucerire sălbatică ("Wild Conquest");
- 1953: Întoarcere la Goli ("Return to Goli");
- 1954: "Tell Freedom", autobiografie
- 1956: Cunună pentru Udomo ("A Wreath for Udomo"), roman;
- 1965: Propria lor noapte ("A Night of their Own"), roman;
- 1966: Insula acum ("This Island Now"), roman;
- 1982: O nouă creație ("A new Creation"), roman;
- 1985: Vedere din Coyaba ("A View from Coyaba"), roman